# Nadleśnictwo Choczewo
Nadleśnictwo Choczewo – jednostka organizacyjna Lasów Państwowych podległa Regionalnej Dyrekcji Lasów Państwowych w Gdańsku. Siedziba Nadleśnictwa znajduje się w Choczewie, w powiecie wejherowskim, w województwie pomorskim. Podlegają mu 2 obręby i 13 leśnictw.

## Historia
Nadleśnictwo w Choczewie zostało powołane 1 października 1945, na terenie lasów należących do dawnych majątków niemieckich oraz niemieckiego Urzędu Morskiego. W 1973 połączono je z Nadleśnictwem Łeba, przy zachowaniu nazwy i siedziby. W 1978 w jego skład włączono obręb Młot z nadleśnictwa Strzebielino, a obręb Łeba przekazano nadleśnictwu Lębork.

## Ochrona przyrody
Na terenie nadleśnictwa znajduje się sześć rezerwatów przyrody:
- Babnica[2]
- Białogóra[3]
- Borkowskie Wąwozy[4]
- Choczewskie Cisy[5]
- Długosz Królewski w Wierzchucinie[6]
- Pużyckie Łęgi[7]

## Drzewostany
Typy siedliskowe lasów nadleśnictwa (z ich udziałem procentowym):
- lasowe 60%
- borowe 38%
- olsy 2%

Gatunki lasotwórcze lasów nadleśnictwa (z ich udziałem procentowym):
- sosna zwyczajna, modrzew 67%
- buk 14%
- dąb, klon, jawor, wiąz, jesion 9%
- brzoza 8%
- świerk 4%
- olsza 3%
- inne gatunki 2%